# Amédée Ier (roi d'Espagne)
Pour les articles homonymes, voir Amédée Ier.
Amédée Ier (en espagnol : Amadeo I), né le 30 mai 1845 à Turin et mort dans cette même ville le 18 janvier 1890, est le second fils du roi d'Italie Victor-Emmanuel II. Titré à sa naissance duc d'Aoste par son grand-père le roi Charles-Albert de Sardaigne, il est roi d'Espagne du 2 janvier 1871 au 11 février 1873.

## Jeunesse

### Un prince de la maison de Savoie
Amédée de Savoie est le second fils de Victor-Emmanuel II, roi de Sardaigne et à partir du 17 mars 1861, roi d'Italie, et d'Adélaïde de Habsbourg-Lorraine, arrière-petite-fille de Charles III d'Espagne qui est donc l'arrière-arrière-grand-père d'Amédée.
Son frère aîné, Humbert, règnera sur l'Italie sous le nom d'Humbert Ier du 9 janvier 1878 jusqu'à son assassinat, le 29 juillet 1900. Sa sœur cadette, Maria-Pia de Savoie, sera reine consort de Portugal de 1862 à 1889.

### Formation militaire
Amédée reçut la formation militaire propre aux membres d'une famille royale. Il entra dans l'armée italienne en 1859 et démontra ses qualités au cours de la Troisième guerre d'indépendance italienne lors de la bataille de Custoza en 1866.
Il a également été franc-maçon et a atteint le 33e degré du Rite écossais ancien et accepté.

### Mariage
Amédée désire épouser Marie-Victoire dal Pozzo, princesse de La Cisterne, mais Victor-Emmanuel II est opposé à ce mariage car la famille de la jeune fille n'est pas d'un rang suffisamment élevé. La reine d'Espagne, qui soutient ses cousins italiens détrônés, ayant refusé la main de sa fille aînée, il espère marier son fils à une princesse allemande. Cependant, le roi cède à l'insistance du député Francisco Cassins, et le 30 mai 1867, le mariage a lieu.
Malgré son titre de princesse, Marie-Victoire n'est pas de sang royal, sa famille appartient plutôt à la noblesse piémontaise. Elle est, cependant, la seule héritière de l'immense fortune de son père, dont les ducs d'Aoste hériteront par la suite en plus de l'apanage et de la dotation des rois d'Italie. Sa mère, Louise de Mérode, petite-fille du prince de Rubempré et de la princesse de Grimberghe, appartient à une des premières familles nobles de Belgique et a épousé le prince de La Cisterna en 1846 lors d'un double mariage par lequel sa plus jeune sœur, Antoinette de Mérode, a épousé Charles III, le prince régnant de Monaco.

## Roi d'Espagne

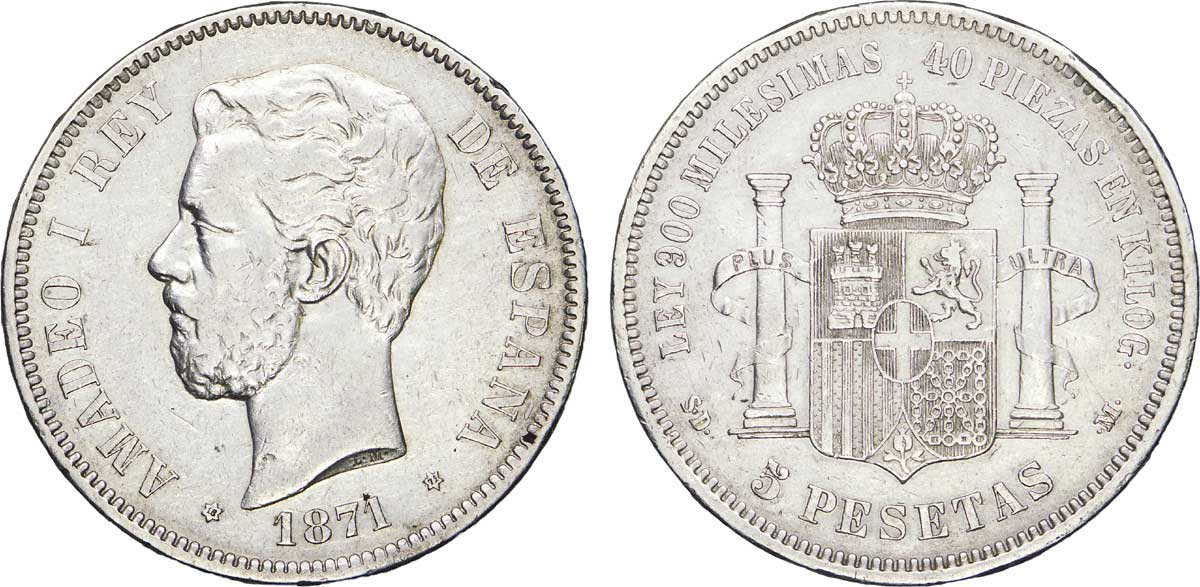
Cinq pesetas à l'effigie d'Amédée Ier (1871).

### Prétention de la maison de Savoie sur le trône d'Espagne
Le roi Ferdinand VII meurt en 1833 sans laisser d'héritier mâle. Pour remédier à cela, il avait fait abolir la loi salique en faveur de sa fille, encore enfant, qui allait devenir la reine Isabelle II. Mais la succession est contestée par l'infant don Carlos, frère du roi défunt.
La question est donc latente depuis 1830 et a donné naissance au carlisme. Mais quand la reine Isabelle II est renversée en 1868, les carlistes sont exclus du jeu politique car ils représentaient le parti le plus réactionnaire. Victor-Emmanuel II travaille alors activement afin qu'un membre de sa maison monte sur le trône d'Espagne en vertu d'un droit qui aurait été accordé en 1718 au duc Victor-Amédée II de Savoie lors de l'échange de la Sicile contre la Sardaigne, et le droit de monter sur le trône d'Espagne si la branche espagnole des Bourbons devait s'éteindre[réf. nécessaire].
En 1869, le roi d'Italie nomme donc un nouvel ambassadeur à Madrid en la personne du général et sénateur Enrico Cialdini, qui connaît bien l'Espagne pour y avoir été en poste entre 1835 et 1848. Il agit dans les faits en qualité de représentant personnel du roi d'Italie.

### L'abdication d'Isabelle II et l'élection d'AmédéeIer
Après la révolution de 1868, Isabelle II s'exile et abdique en faveur de son fils, le futur Alphonse XII. Mais le Parlement espagnol prononce la déchéance de la maison de Bourbon et adopte une Constitution en 1869, faisant de l'Espagne une monarchie constitutionnelle. Le général Francisco Serrano, régent du royaume, et les Cortes se mettent à la recherche d'un roi, tâche ardue, et il faut attendre le 16 novembre 1870 pour trouver un candidat qui accepte de monter sur le trône. Sur les 301 députés, 191 portent leurs voix sur le duc d'Aoste, 63 se déclarent pour la République, 27 pour le duc de Montpensier (fils de Louis-Philippe Ier, roi des Français, beau-frère d'Isabelle II), 8 pour le général Espartero, 2 pour Alphonse, fils d'Isabelle II, et 1 pour la duchesse de Montpensier, sœur de la reine déchue ; les 19 derniers votent blanc. Le président de l'Assemblée constituante, Manuel Ruiz Zorrilla, déclare : « Monseigneur le Duc d'Aoste est élu Roi des Espagnols ».
Une difficulté inhérente au changement de régime a été de trouver une personne qui accepte de devenir roi d'Espagne puisqu'en ces temps-là, le pays était appauvri et se trouvait dans une situation instable. Il fallait en plus trouver un monarque qui accepte de gouverner de manière constitutionnelle. Amédée de Savoie, duc d'Aoste remplissait toutes les conditions, provenait d'une dynastie ancienne liée à la famille royale espagnole, il était progressiste, catholique mais maçon.

### L'arrivée à Madrid

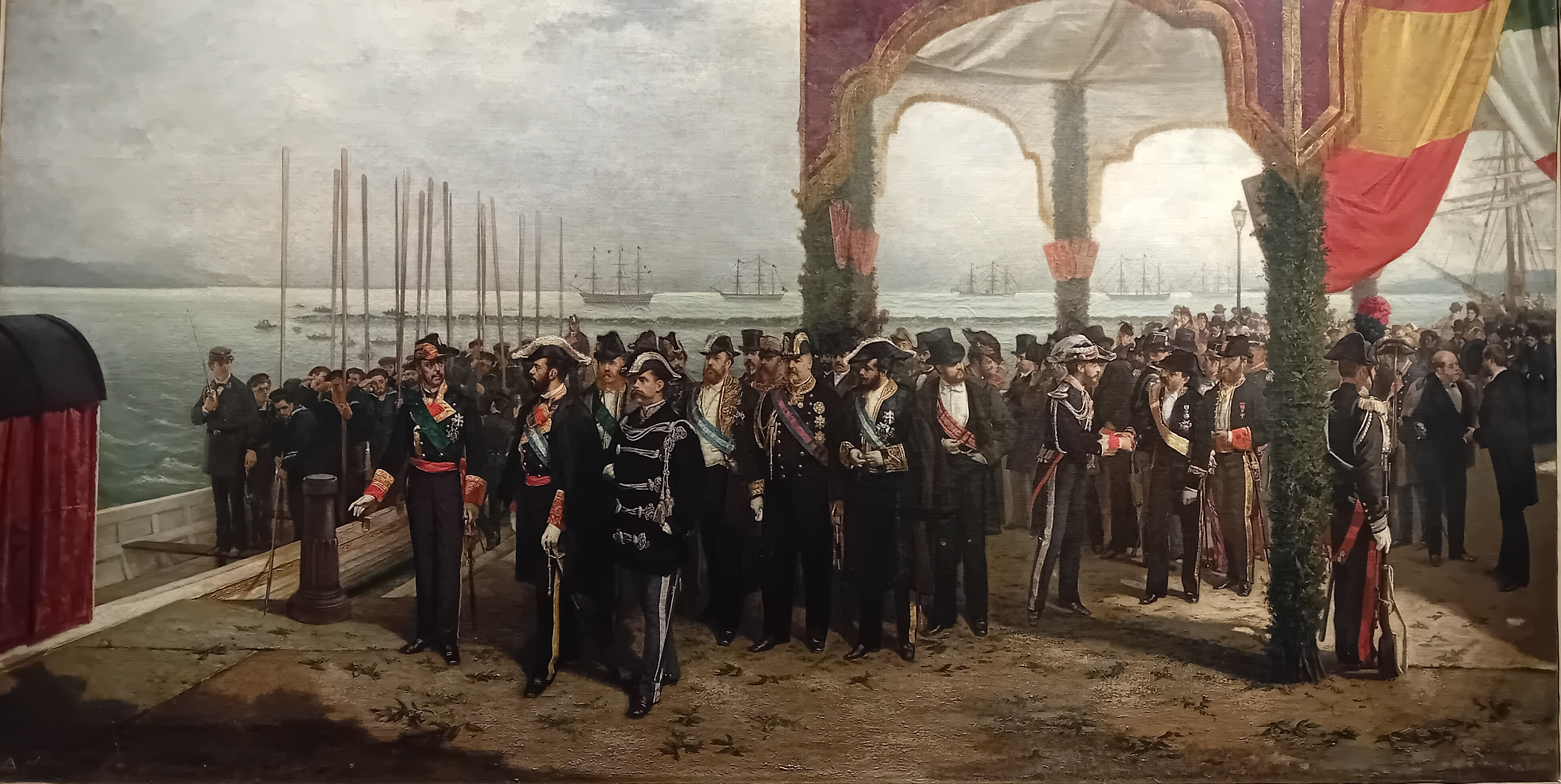
Départ du roi Amédée Ier pour l'Espagne dans le port de La Spezia. Tableau de Luis Álvarez Catalá.

Une commission parlementaire se rend alors à Florence pour informer le duc qui accepte officiellement son élection le 4 décembre 1870 et quitte l'Italie pour l'Espagne peu après. Mais le général Juan Prim, son principal allié, meurt le 30 décembre avant son arrivée à Madrid, à la suite d'un attentat survenu trois jours plus tôt.
Le même jour, Amédée débarque à Carthagène et arrive à Madrid le 2 janvier 1871. Il se rend d'abord à la basilique Notre-Dame d'Atocha pour se recueillir devant la dépouille de Prim, avant de se présenter devant les Cortes pour prononcer le serment qui fait de lui officiellement le roi d'Espagne Amédée Ier.

### Le manque de légitimité et les difficultés à gouverner

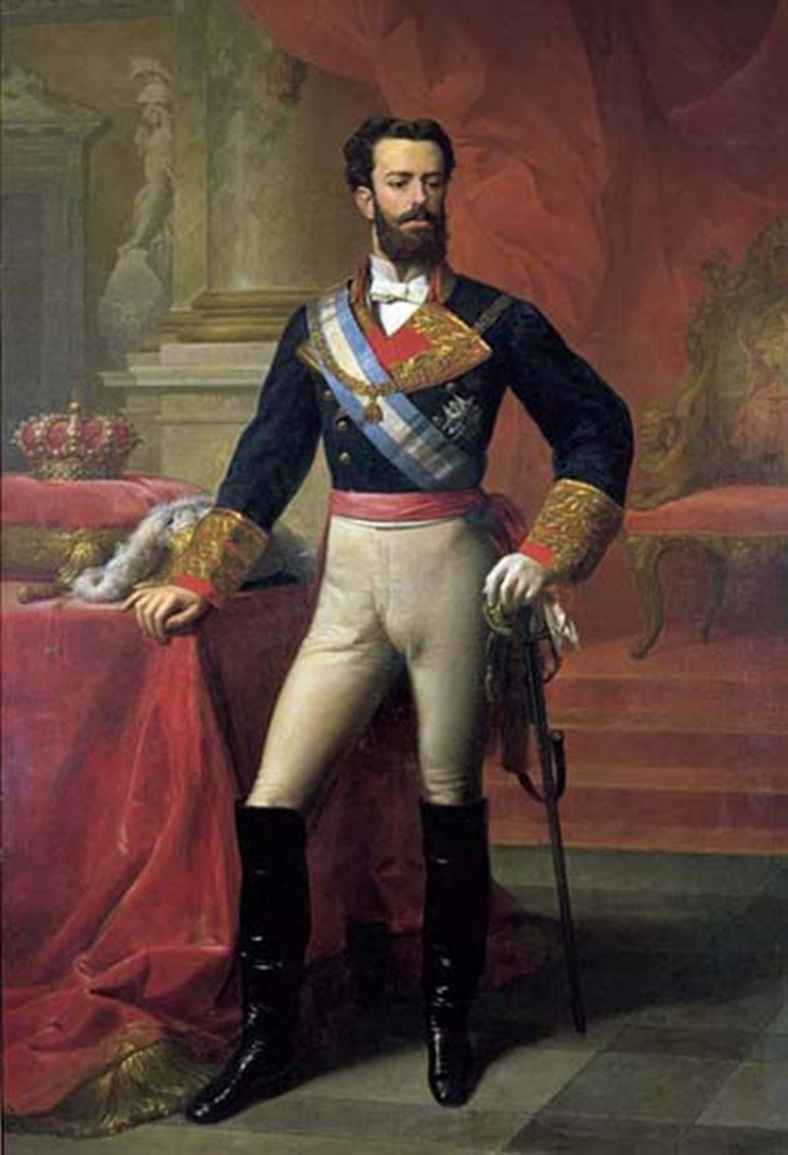
Portrait du roi Amédée Ier d'Espagne par Carlos Luis de Ribera y Fieve (Banque d'Espagne).

Les principaux problèmes du règne sont la guerre des Dix Ans à Cuba et à Puerto Rico, la Troisième guerre carliste, et surtout son problème de légitimité aux yeux des Espagnols car il n'est reconnu ni des nobles, ni des libéraux, ni des républicains.
En Espagne, la maison de Savoie jouit d'un prestige important en raison de l'unité italienne mais Amédée doit tout de même faire face au rejet systématique des carlistes et des républicains, mais aussi de l'aristocratie favorable au retour des Bourbons qui le considère comme un étranger, de l'Église en raison du désamortissement et pour être le fils du roi qui a envahi les États pontificaux, et enfin du peuple pour son manque de contact avec lui et sa difficulté à apprendre l'espagnol.
Le souverain doit régner avec pas moins de six gouvernements différents en un peu plus de deux ans de règne. Le gouvernement mis en place par Juan Prim éclate peu après sa mort. L'Union libérale, à l'exception de Francisco Serrano et quelques autres, embrasse la cause des Bourbons. Les progressistes se sont scindés entre les radicaux dirigés par Ruiz Zorrilla et les constitutionnalistes avec Sagasta à leur tête.
Le 19 juillet 1872, il échappe à un attentat en rentrant du théâtre avec la reine. Voulant sauver son épouse, le roi se lève et dit « tirez sur moi ! ». Un des assassins et un policier meurent mais ni le roi, ni la reine ne sont blessés dans l'attentat. Il déclare alors : « Ah, perbacco, io non capisco niente. Siamo una gabbia di pazzi » (« Ah, nom d'un chien, je n'y comprends rien. C'est une maison de fous »). La situation ne promet pas de s'améliorer en raison de l'éclatement de la Troisième guerre carliste et de la recrudescence de la guerre à Cuba. Enfin, au début de l'année 1873, la coalition gouvernementale se sépare définitivement, chaque parti se présentant séparément aux élections.

### L'abdication
Ne se sentant pas accepté et incapable de mettre de l'ordre dans le climat politique troublé de l'époque, malgré de la bonne volonté et une certaine compétence politique, il abdique le 11 février 1873. L'histoire raconte que ce jour-là à midi, il se trouve avec sa famille au restaurant Café de Fornos, il demande une grappa, rassemble ses proches et sans attendre l'autorisation des députés (en accord avec l'article 74.4 de la Constitution de 1869), et sans consulter personne, il se réfugie à l'ambassade d'Italie. Son célèbre message d'abdication qui tombe comme un coup de foudre sur l'Espagne se termine ainsi : « Mes adversaires seraient des étrangers, que je resterais pour les combattre, mais comme ce sont des Espagnols, je m'en vais. »
Proclamée le même jour, la Première République espagnole dure à peine deux ans, et les Bourbons retournent finalement sur le trône d'Espagne en la personne d'Alphonse XII, proclamé roi en janvier 1875.

## Retour en Italie
Après son abdication, il part pour Lisbonne accompagné de son chef de gouvernement et son dernier allié, Manuel Ruiz Zorrilla. Il retourne ensuite à Turin en Italie où il s'installe avec son épouse et ses trois fils.
Il porte le titre de duc d'Aoste et on lui confie des rôles de représentation officielle de son frère, le roi d'Italie, au couronnement d'Alexandre III à Moscou, au jubilé de la reine Victoria à Londres, au mariage du duc de Bragance avec la princesse Amélie d'Orléans à Lisbonne et aux obsèques de Guillaume Ier et de Frédéric III à Berlin.
Après la mort prématurée de sa première épouse le 8 novembre 1876 et une longue période de veuvage, Amédée se marie le 11 septembre 1888 à Turin avec sa nièce, la princesse française Marie-Laetitia Bonaparte, fille de sa sœur, Marie-Clotilde de Savoie.
Il meurt à Turin le 18 janvier 1890 d'une pneumonie aiguë et conformément à sa demande testamentaire, son corps ne sera ni embaumé, ni exposé. Il est inhumé dans la crypte de la basilique de Superga.

## Unions et postérité
Amédée fut marié deux fois :
1)  une première fois en 1867 avec Maria Vittoria dal Pozzo (1847-1876), une aristocrate piémontaise, il en aura trois fils :
- Emmanuel-Philibert de Savoie (1869-1931), duc d'Aoste,
- Victor-Emmanuel de Savoie-Aoste, comte de Turin  (1870-1946), célibataire,
- Louis-Amédée de Savoie, duc des Abruzzes (1873-1933), célibataire ;

2) remarié en 1888 avec Marie-Lætitia Bonaparte  (1866-1926), la fille de sa sœur Clotilde, il en aura un fils :
- Humbert de Savoie-Aoste, comte de Salemi (1889-1918) mort de la grippe espagnole en 1918, en combattant contre les Autrichiens.

Aymon de Savoie-Aoste, un des petits-fils d'Amédée (fils d'Emmanuel-Philibert de Savoie), sera roi de Croatie du 18 mai 1941 au 31 juillet 1943 sous le nom de Tomislav II.

## Ascendance
|  |                                           |  |  |  |  |  |  |  |  |  |  |  |  |
|  | 8. Charles-Emmanuel de Savoie-Carignan    |  |  |  |  |  |  |  |  |  |  |  |  |
|  |                                           |  |  |  |  |  |  |  |  |  |  |  |  |
|  |                                           |  |  |  |  |  |  |  |  |  |  |  |  |
|  | 4. Charles-Albert de Sardaigne            |  |  |  |  |  |  |  |  |  |  |  |  |
|  |                                           |  |  |  |  |  |  |  |  |  |  |  |  |
|  |                                           |  |  |  |  |  |  |  |  |  |  |  |  |
|  | 9. Marie-Christine de Saxe                |  |  |  |  |  |  |  |  |  |  |  |  |
|  |                                           |  |  |  |  |  |  |  |  |  |  |  |  |
|  |                                           |  |  |  |  |  |  |  |  |  |  |  |  |
|  | 2. Victor-Emmanuel II                     |  |  |  |  |  |  |  |  |  |  |  |  |
|  |                                           |  |  |  |  |  |  |  |  |  |  |  |  |
|  |                                           |  |  |  |  |  |  |  |  |  |  |  |  |
|  | 10. Ferdinand III de Toscane              |  |  |  |  |  |  |  |  |  |  |  |  |
|  |                                           |  |  |  |  |  |  |  |  |  |  |  |  |
|  |                                           |  |  |  |  |  |  |  |  |  |  |  |  |
|  | 5. Marie-Thérèse de Habsbourg-Toscane     |  |  |  |  |  |  |  |  |  |  |  |  |
|  |                                           |  |  |  |  |  |  |  |  |  |  |  |  |
|  |                                           |  |  |  |  |  |  |  |  |  |  |  |  |
|  | 11. Louise de Bourbon-Siciles             |  |  |  |  |  |  |  |  |  |  |  |  |
|  |                                           |  |  |  |  |  |  |  |  |  |  |  |  |
|  |                                           |  |  |  |  |  |  |  |  |  |  |  |  |
|  | 1. Amédée Ier                             |  |  |  |  |  |  |  |  |  |  |  |  |
|  |                                           |  |  |  |  |  |  |  |  |  |  |  |  |
|  |                                           |  |  |  |  |  |  |  |  |  |  |  |  |
|  | 12. Léopold II                            |  |  |  |  |  |  |  |  |  |  |  |  |
|  |                                           |  |  |  |  |  |  |  |  |  |  |  |  |
|  |                                           |  |  |  |  |  |  |  |  |  |  |  |  |
|  | 6. Rainier d'Autriche                     |  |  |  |  |  |  |  |  |  |  |  |  |
|  |                                           |  |  |  |  |  |  |  |  |  |  |  |  |
|  |                                           |  |  |  |  |  |  |  |  |  |  |  |  |
|  | 13. Marie-Louise d'Espagne                |  |  |  |  |  |  |  |  |  |  |  |  |
|  |                                           |  |  |  |  |  |  |  |  |  |  |  |  |
|  |                                           |  |  |  |  |  |  |  |  |  |  |  |  |
|  | 3. Adélaïde de Habsbourg-Lorraine         |  |  |  |  |  |  |  |  |  |  |  |  |
|  |                                           |  |  |  |  |  |  |  |  |  |  |  |  |
|  |                                           |  |  |  |  |  |  |  |  |  |  |  |  |
|  | 14=8. Charles-Emmanuel de Savoie-Carignan |  |  |  |  |  |  |  |  |  |  |  |  |
|  |                                           |  |  |  |  |  |  |  |  |  |  |  |  |
|  |                                           |  |  |  |  |  |  |  |  |  |  |  |  |
|  | 7. Élisabeth de Savoie-Carignan           |  |  |  |  |  |  |  |  |  |  |  |  |
|  |                                           |  |  |  |  |  |  |  |  |  |  |  |  |
|  |                                           |  |  |  |  |  |  |  |  |  |  |  |  |
|  | 15=9. Marie-Christine de Saxe             |  |  |  |  |  |  |  |  |  |  |  |  |
|  |                                           |  |  |  |  |  |  |  |  |  |  |  |  |
|  |                                           |  |  |  |  |  |  |  |  |  |  |  |  |

## Distinctions

### Distinctions espagnoles
- Grand maître de l'ordre de la Toison d'or (royaume d'Espagne, 1870).
- Grand maître de l'ordre royal et distingué de Charles III d’Espagne (royaume d'Espagne, 1870).
- Grand maître de l'ordre royal d'Isabelle la Catholique (royaume d'Espagne, 1870).
- Grand maître de l'ordre du Mérite militaire (royaume d'Espagne, 1870).
- Grand maître de l'ordre royal et militaire de Saint-Ferdinand (royaume d'Espagne, 1870).
- Grand maitre de l'ordre de Saint-Herménégilde (royaume d'Espagne, 1870).
- Maître de l'ordre de Montesa (royaume d'Espagne, 1870).
- Maître de l'ordre d'Alcántara (royaume d'Espagne, 1870).
- Maître de l'ordre de Calatrava (royaume d'Espagne, 1870).
- Maître de l'ordre de Santiago (royaume d'Espagne, 1870).
- Grand maître de l'ordre de la Reine Marie-Louise (royaume d'Espagne, 1870).

### Distinctions italiennes
- Chevalier de l'ordre suprême de la très Sainte Annonciade (royaume d'Italie, 1862).
- Chevalier grand croix de l'ordre des Saints-Maurice-et-Lazare (royaume d'Italie, 1862).
- Médaille d'or de la valeur militaire (royaume d'Italie, 05/12/1866).
- Médaille commémorative de l'Unité italienne (royaume d'Italie).
- Médaille commémorative de la campagne de la guerre d'indépendance (royaume d'Italie).

### Distinctions étrangères
- Chevalier de l'ordre des Séraphins (royaume de Suède, 02/08/1863).
- Chevalier de l'ordre de l'Éléphant (royaume de Danemark, 19/08/1863).
- Chevalier du très noble ordre de la Jarretière (Royaume-Uni).
- Chevalier de l'ordre de l'Aigle noir (Empire allemand).
- Chevalier de l'ordre de Saint-Hubert (royaume de Bavière).

## Hommages
- Son ami, Puccini, compose en une seule nuit Chrysanthèmes, une élégie pour quatuor à cordes en sa mémoire[6].
- Le lac Amédée dans la région d'Alice Springs en Australie a été nommé ainsi en l'honneur du roi Amédée Ier d'Espagne.
- La ville d'Amadeo dans la province de Cavite aux Philippines doit également son nom au roi Amédée Ier d'Espagne.
- À Turin, une rue et un hôpital portent son nom.

## Fiction
En 2014, le réalisateur Luis Miñarro tourne un long-métrage intitulé « Étoile filante » (Estrella fugaz en espagnol [titre original Stella cadente]) basé sur la vie du roi Amédée et de la reine Maria Vittoria d'Espagne. Le rôle d'Amédée est interprété [en catalan] par l'acteur Àlex Brendemühl,.